# Cryptodesmus hirsutus
Cryptodesmus hirsutus är en mångfotingart som beskrevs av Demange 1971. Cryptodesmus hirsutus ingår i släktet Cryptodesmus och familjen Cryptodesmidae. Inga underarter finns listade i Catalogue of Life.